# 山本新 (文明学者)
山本新（やまもと しん、1913年 - 1980年）は、日本の文明学者。兄は牧師の山本和。

## 来歴
岡山県生まれ。1937年京都帝国大学哲学科卒。1960年「文明論」で法政大学文学博士。のち神奈川大学教授。在職中に死去。
はじめラインホルト・ニーバー、のちアーノルド・J・トインビーの影響を受けた。

## 著書
- ニーバーのマルクス主義批判 黎明書房 1949
- 暴力・平和・革命 ニーバーの社会変革論 弘文堂 1951
- 現代のディレンマ 板垣書店 1952
- 現代の政治的神話 正統と異端 創文社 1955
- 文明の構造と変動 創文社 1961
- トインビーと文明論の争点 勁草書房 1969 (哲学思想叢書)
- わかりやすいトインビー 経済往来社 1976
- トインビー 人類の知的遺産 74 講談社 1978.8
- 周辺文明論 欧化と土着 神川正彦,吉沢五郎編 刀水書房 1985.11 (刀水歴史全書）

## 共編
- 世界危機と現代思想 草薙正夫共編 理想社 1954
- 摂理と自由 キリスト教歴史論 ローガン・ファックス共編 理想社 1954
- 伝統と変革 信太正三共編 創文社 1961 (神奈川叢書）
- トインビー入門 秀村欣二共編 経済往来社 1970
- トインビーの宗教観 第三文明社 1974 (レグルス文庫）
- トインビーのアジア観 第三文明社 1975 (レグルス文庫）
- トインビーの歴史観 第三文明社 1976 (レグルス文庫)
- アジアの抵抗 神奈川大学山本ゼミナール 1978.5
- トインビーの中国観 秀村欣二共編 社会思想社 1978.8 (現代教養文庫)

## 翻訳
- ルネッサンス その社会学的考察 A.マルティン 野村純孝共訳 創文社 1954 (フォルミカ選書)
- 文化社会学 アルフレート・ウェーバー 信太正三,草薙正夫共訳 創文社 1958
- 戦争と文明 アーノルド・J.トインビー 山口光朔共訳 社会思想研究会出版部 1959 (社会思想選書)
- 世界史と救済史 歴史哲学の神学的前提 カール・レーヴィト 信太正三,長井和雄共訳 創文社 1964 (神奈川叢書）
- 文化と歴史 文明の比較研究序説 フィリプ・バグビー 堤彪共訳 創文社 1976
- アメリカ大陸の奴隷制 南北アメリカの比較論争 S.エルキンズ 共編訳 神奈川大学人文学会 1978.6